# 아이언 렁 (인공호흡기)

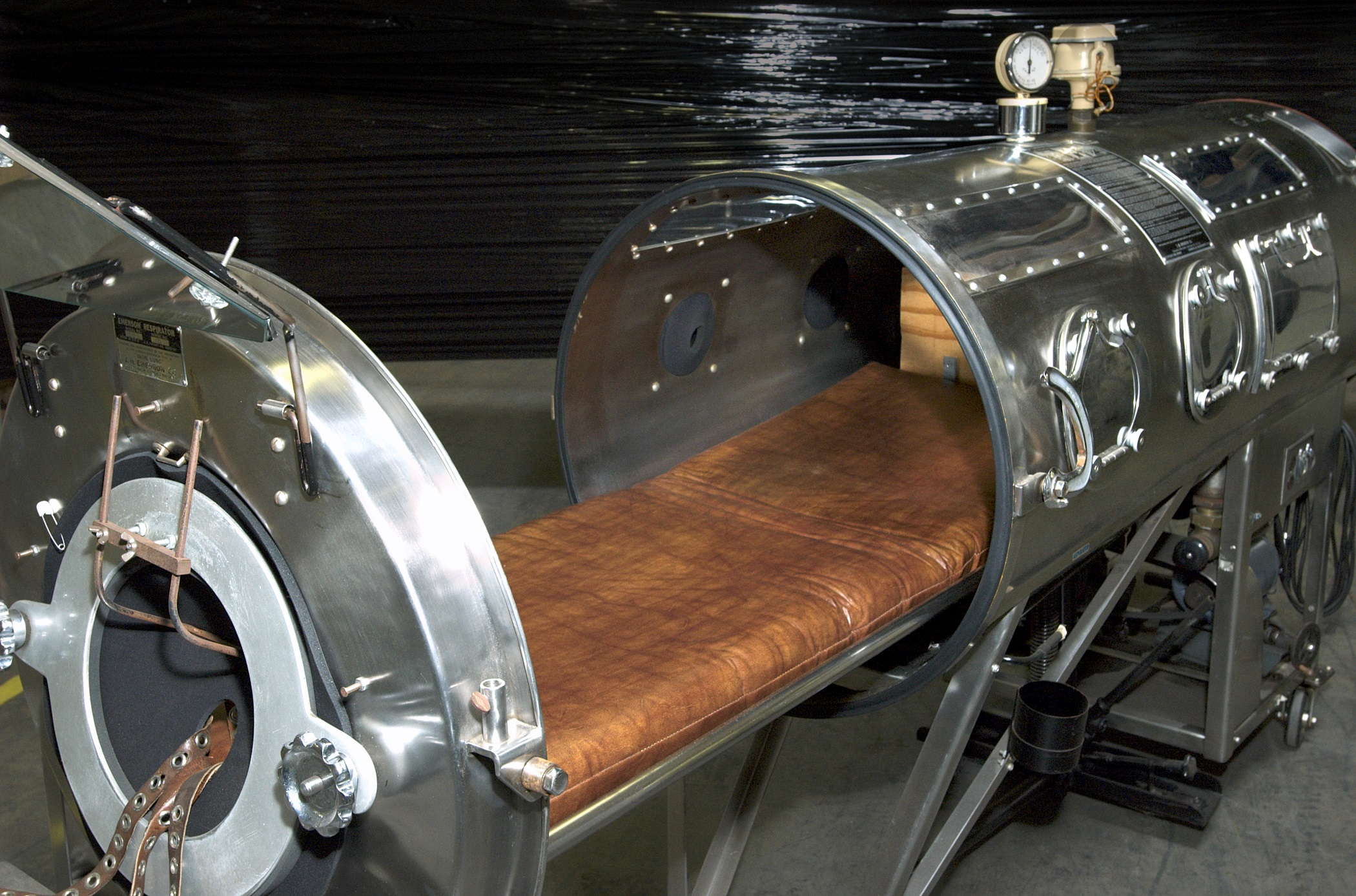

아이언 렁(iron lung), 철의 폐, 철폐는 사람 몸의 대부분을 감싸고 밀폐된 공간의 기압을 변화시켜 호흡을 자극하는 기계식 호흡 장치인 음압 인공호흡기(NPV)의 일종이다. 근육 조절이 상실되거나 호흡 작업이 개인의 능력을 초과할 때 호흡을 보조한다. 이 치료의 필요성은 소아마비, 보틀리눔 중독 및 특정 독극물(예: 바르비투르산염, 튜보쿠라린)을 포함한 질병으로 인해 발생할 수 있다.
아이언 렁의 사용은 보다 현대적인 호흡 치료법이 개발되고 세계 대부분의 지역에서 소아마비가 박멸됨에 따라 현대 의학에서는 더 이상 사용되지 않는다. 그러나 2020년에 코로나19 팬데믹으로 인해 이 장치에 대한 관심이 일시적으로 인공 호흡이 필요한 환자 수가 너무 많을 것으로 우려되었던 양압 인공호흡기의 저렴하고 쉽게 생산할 수 있는 대체품으로 다시 관심을 갖게 되었다.
아이언 렁은 호흡 근육의 통제력을 상실한 환자의 호흡을 자극하도록 설계된 대형 수평 실린더이다. 환자의 머리는 실린더 외부에 노출되고 신체는 내부에 밀봉된다. 실린더 내부의 공기 압력은 흡입과 호기가 용이하도록 순환된다. 드링커(Drinker), 에머슨(Emerson), 양(Both) 호흡보호구와 같은 장치는 수동 또는 기계적으로 구동할 수 있는 아이언 렁의 예이다. 흉갑 인공호흡기 및 재킷 인공호흡기와 같은 더 작은 버전은 환자의 몸통만 둘러싼다. 인간의 호흡은 흉곽이 확장되고 횡경막이 수축하여 공기가 폐 안팎으로 흐르는 음압을 통해 발생한다.
외부 음압 환기의 개념은 1670년 존 메이요(John Mayow)에 의해 도입되었다. 최초로 널리 사용된 장치는 1928년 필립 드링커(Philip Drinker)와 루이스 쇼(Louis Shaw)가 개발한 아이언 렁이었다. 처음에는 석탄 가스 중독 치료에 사용되었던 아이언 렁은 20세기 중반 소아마비로 인한 호흡 부전 치료로 명성을 얻었다. 존 헤이븐 에머슨(John Haven Emerson)은 1931년에 개선되고 보다 저렴한 버전을 출시했다. 드링커 모델에 대한 더 저렴하고 가벼운 대안인 보스(Both) 호흡보호구는 1937년 호주에서 발명되었다. 영국 자선가 윌리엄 모리스(William Morris)는 보스 너필드(Both-Nuffield) 호흡보호구 생산에 자금을 지원하여 기증했다. 영국과 대영제국 전역의 병원으로. 1940년대와 1950년대에 소아마비가 발생했을 때 아이언 렁이 병원 병동을 가득 채워 마비된 횡경막 환자의 회복을 도왔다.
소아마비 예방접종 프로그램과 현대 인공호흡기의 개발로 인해 선진국에서는 아이언 렁 사용이 거의 근절되었다. 삽관을 통해 환자의 폐에 공기를 불어넣는 양압 환기 시스템은 아이언 렁과 같은 음압 시스템보다 더 보편화되었다. 그러나 음압 환기는 정상적인 생리적 호흡과 더 유사하며 드문 경우에 바람직할 수 있다. 2024년 현재 폴 알렉산더가 사망한 이후 미국에서 단 한 명의 환자인 마사 릴라드(Martha Lillard)가 여전히 아이언 렁을 사용하고 있다. 코로나19 범유행과 현대식 인공호흡기의 부족에 대응하여 일부 기업에서는 쉽게 생산할 수 있는 새로운 아이언 렁 버전의 프로토타입을 개발했다.

## 같이 보기
- 호흡용 보호구